# Charline Picon
Charline Picon (Royan, 23 dicembre 1984) è una velista francese.
Ha vinto la medaglia d'oro nella RS:X alle olimpiadi di Rio de Janeiro 2016, oltre che il titolo mondiale nel 2014 e quello europeo nel 2013, 2014 e 2016.